# Ghiacciaio Crume
Il ghiacciaio Crume è un ghiacciaio vallivo lungo circa 9 km situato sulla costa di Pennell, nella regione nord-occidentale della Dipendenza di Ross, in Antartide. Il ghiacciaio, il cui punto più alto si trova a circa 1900 m s.l.m., ha origine nella parte settentrionale dei monti dell'Ammiragliato, sul lato meridionale del monte Wright e da qui fluisce verso est fino ad unire il proprio flusso a quello del ghiacciaio Ommanney.

## Storia
Il ghiacciaio Crume è stato mappato per la prima volta dallo United States Geological Survey grazie a fotografie scattate dalla marina militare statunitense (USN) durante ricognizioni aeree e terrestri effettuate nel periodo 1960-63, e così battezzato dal comitato consultivo dei nomi antartici in onore di William R. Crume, della USN, membro del servizio manutenzione della squadriglia aerea VX-6 presso la stazione McMurdo durante l'operazione Deep Freeze del 1968.